# Ставки (Волынская область)
Ставки (укр. Ставки) — село в Овадновской сельской общине Владимирского района Волынской области Украины.
До 2020 года входило в Турийский район.
Код КОАТУУ — 0725583903. Население по переписи 2001 года составляет 437 человек. Почтовый индекс — 44831. Телефонный код — 3363. Занимает площадь 3,081 км².